# Všeobecné volby v Belgii 1936
Belgické všeobecné volby z roku 1936 se konaly 12. dubna 1936. Vládu sestavili katolíci v čele s Hubertem Pierlotem.

## Výsledky
| Politická strana | Politická strana | Sněmovna reprezentantů | Sněmovna reprezentantů | Sněmovna reprezentantů |
| Politická strana | Politická strana | Počet hlasů            | Hlasy v %              | Počet mandátů          |
| ---------------- | ---------------- | ---------------------- | ---------------------- | ---------------------- |
|                  | Socialisté       | 758 485                | 32,1 %                 | 70                     |
|                  | Katolíci         | 653 717                | 27,7 %                 | 61                     |
|                  | Liberálové       | 292 270                | 12,4 %                 | 23                     |
|                  | Rex              | 271 481                | 11,5 %                 | 21                     |
|                  | VNV              | 166 737                | 7,1 %                  | 16                     |
|                  | Komunisté        | 140 223                | 6,1 %                  | 16                     |
|                  | KVV              | 22 224                 | 0,9 %                  | 2                      |
|                  | ostatní          | 53 599                 | 2,54 %                 | 14                     |
| Celkem           | Celkem           | 2 358 736              | 100 %                  | 202                    |